# Desa Dukuhsari (administrativ by i Indonesien, lat -7,71, long 112,75)
Desa Dukuhsari är en administrativ by i Indonesien.   Den ligger i provinsen Jawa Timur, i den västra delen av landet, 700 km öster om huvudstaden Jakarta.